# Ланилис
Ланилѝс (на френски: Lannilis) е град в северозападна Франция, част от департамента Финистер на регион Бретан. Населението му е около 5 500 души (2015).
Разположен е на 45 метра надморска височина в Армориканските възвишения, на 4 километра югоизточно от брега на Атлантическия океан и на 20 километра северно от Брест. Селището е известно от XV век, а през XIX век е важен център на грънчарството.

## Известни личности
Родени в Ланилис
- Мона Озуф (р. 1931), историчка